# 平壌高麗ホテル
平壌高麗ホテル（ピョンヤンコリョホテル）は、朝鮮民主主義人民共和国（北朝鮮）平壌市中区域東興洞（蒼光通り）にあるホテル。鉄道の平壌駅近くに位置する。

## 概要
羊角島国際ホテルと並んで平壌で最も高級な宿泊施設で格付けでは「特級」であり、羅先の香港資本の「エンペラーホテル」を除けば同国内でも最高級宿泊施設の一つで、外国人旅行者に多く利用されている。
45階建て、高さ143mのツインタワーで、500余の客室に1000のベッドを備えている。部屋のタイプは、スーパースイート、スイート、デラックス、スタンダードの4階級ある。最上階の回転展望レストランからは平壌直轄市内を一望することが出来る。同じく「特級」の羊角島国際ホテルは施設が新しいものの中州（羊角島）にあって都市の賑わいから半ば隔離されるため、当ホテルの方が外国人旅行者に好まれやすい。
また日朝会談の際にはプレスセンター（報道拠点）が置かれた。
クレジットカードは一切使用できなくなっており、ユーロ、日本円、人民元、米ドルが使用可能。朝鮮国際旅行社など現地の旅行会社を通じて宿泊手配することができ、宿泊しない客も店の利用が可能。

### 施設
客室フロアは8 - 34階である。日本料理を含む各種料理のレストランがある。他にバーや宴会場、会議場、映画館、両替所、書店、理・美容室、靴修繕、遊技場、診療所、美術店、DPE、服店、売店などがあり、屋外にはテニスコート、バドミントンコートがある。売店では日用品や土産物が売られていて、日用品は日本製が多い。

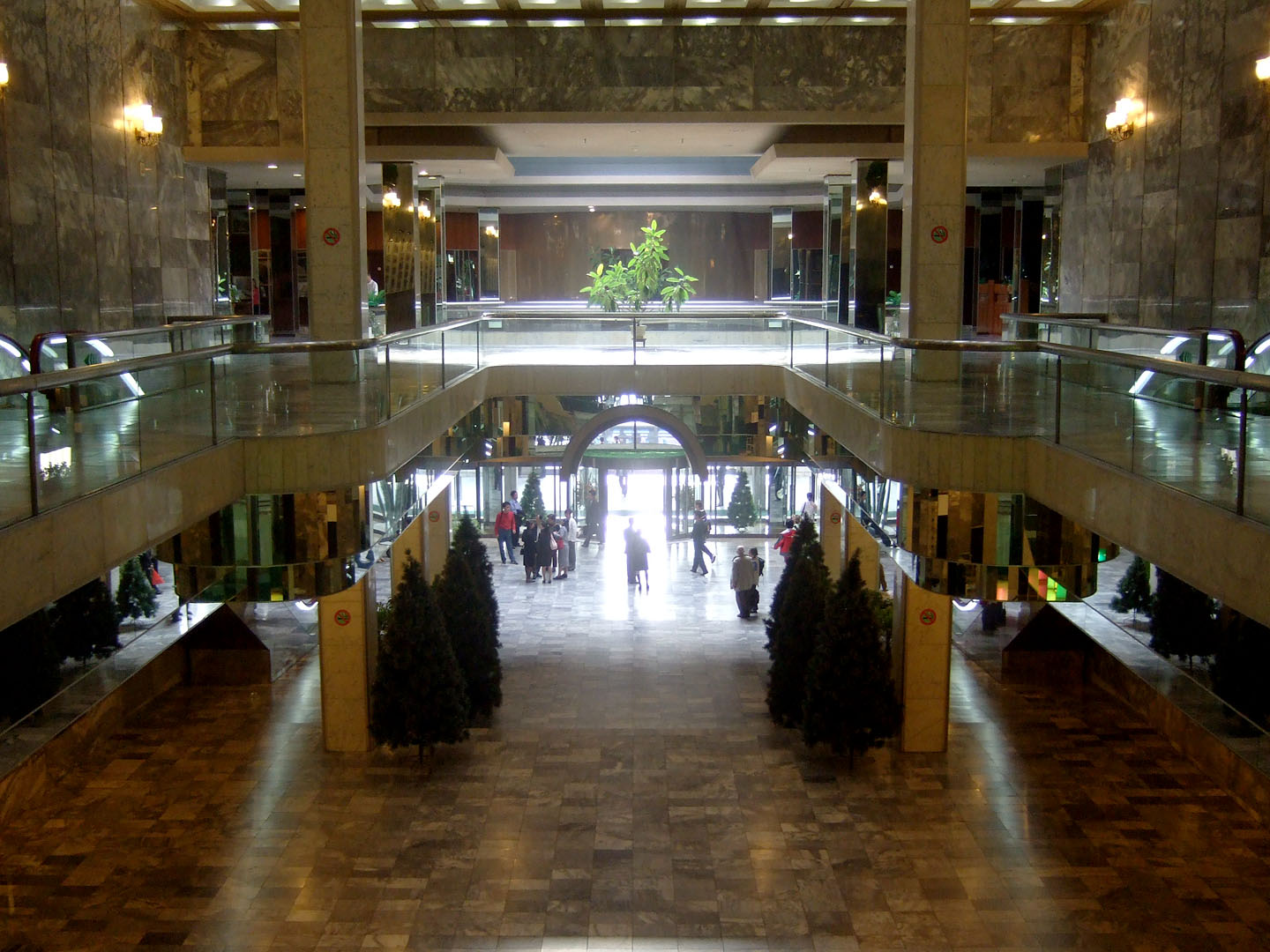
ロビー
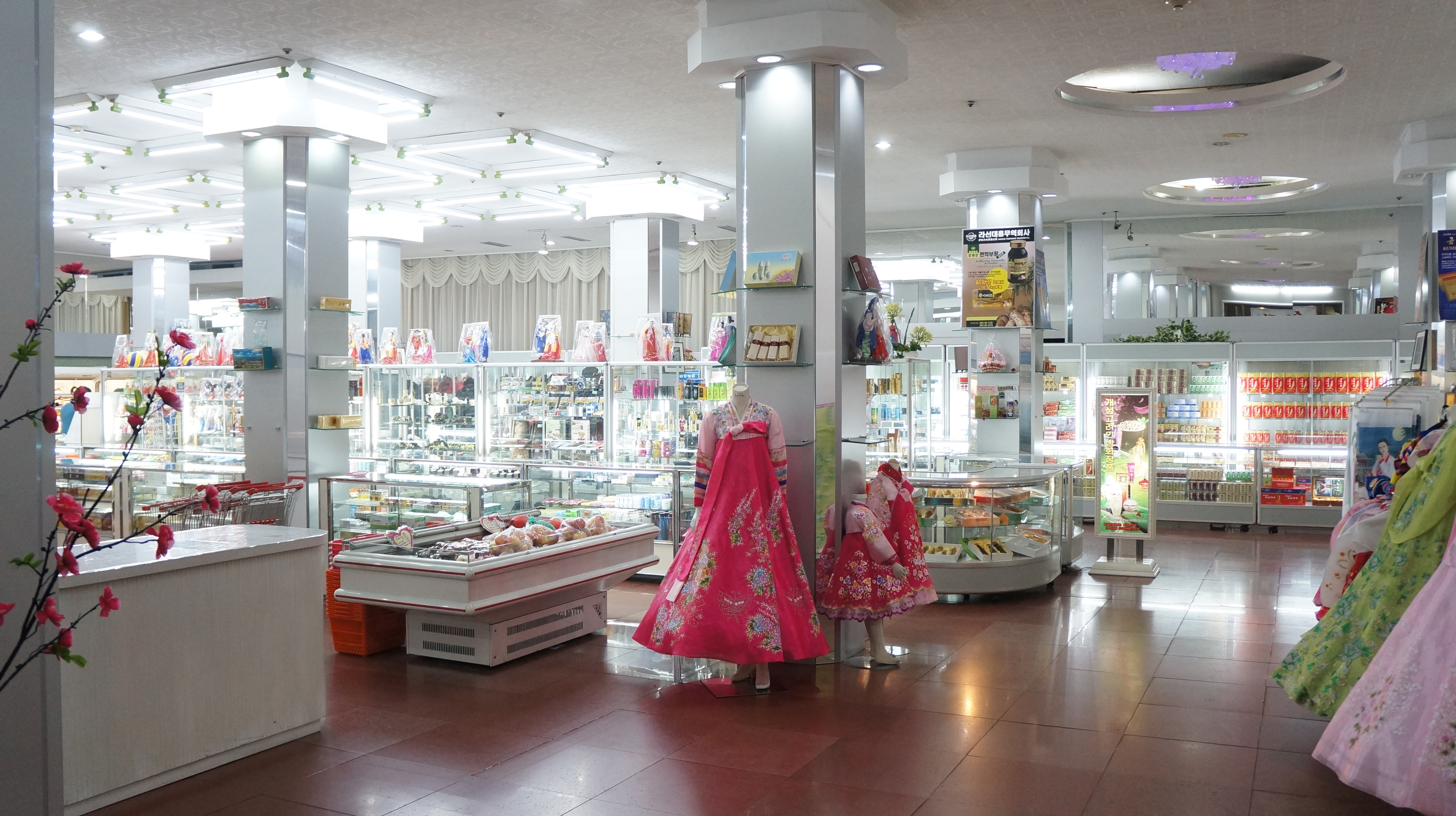
売店
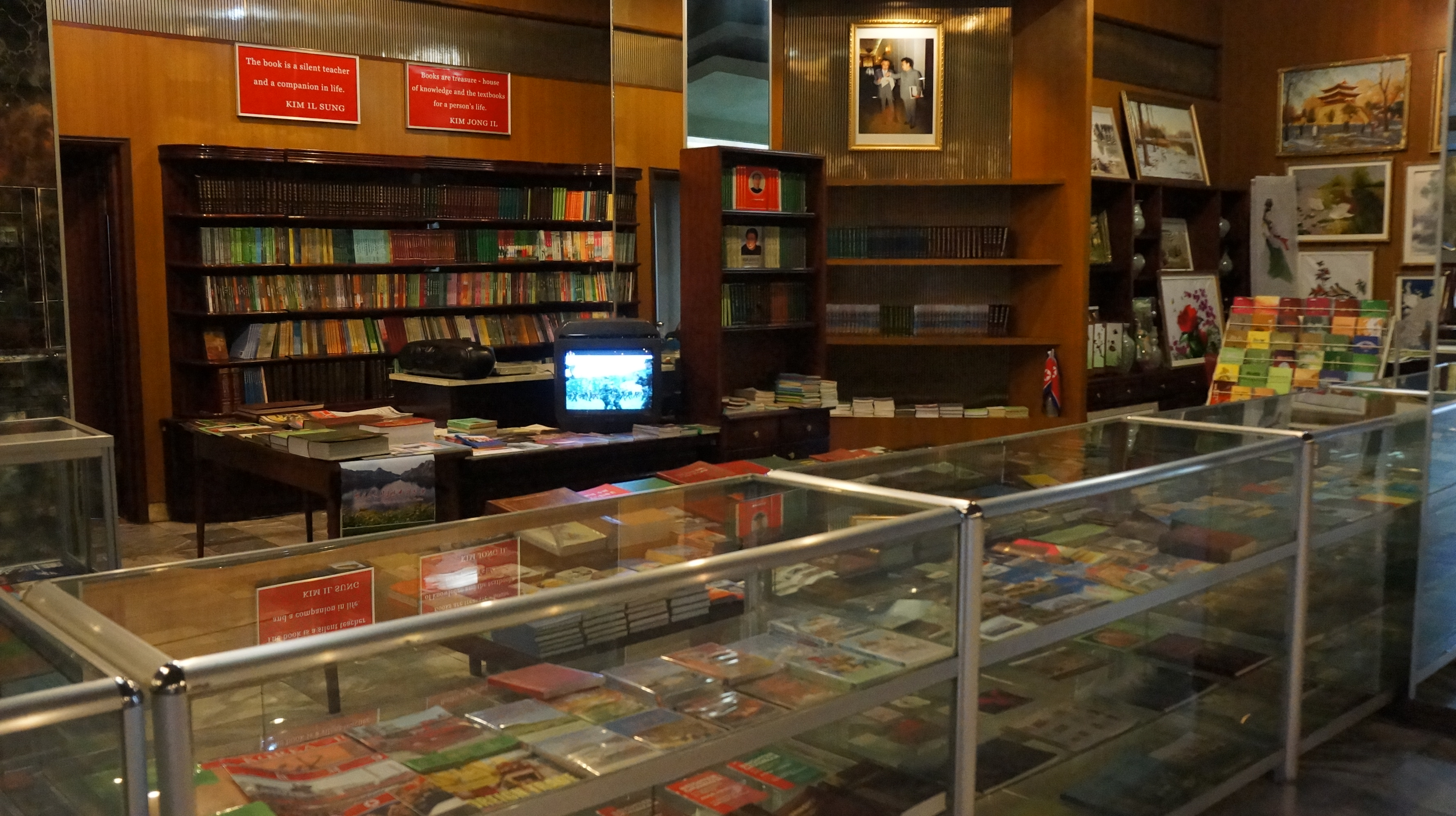
書店
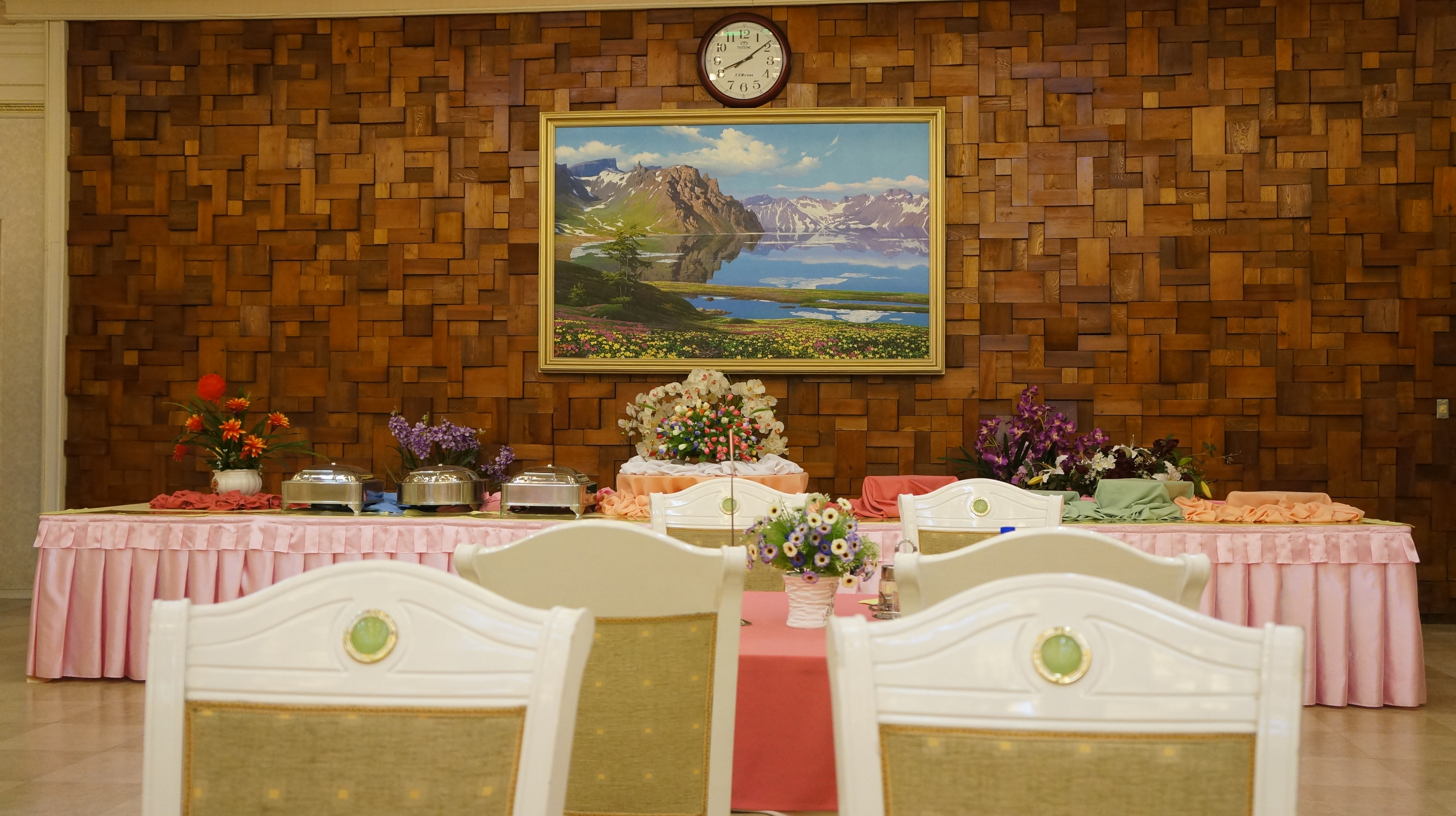
レストラン
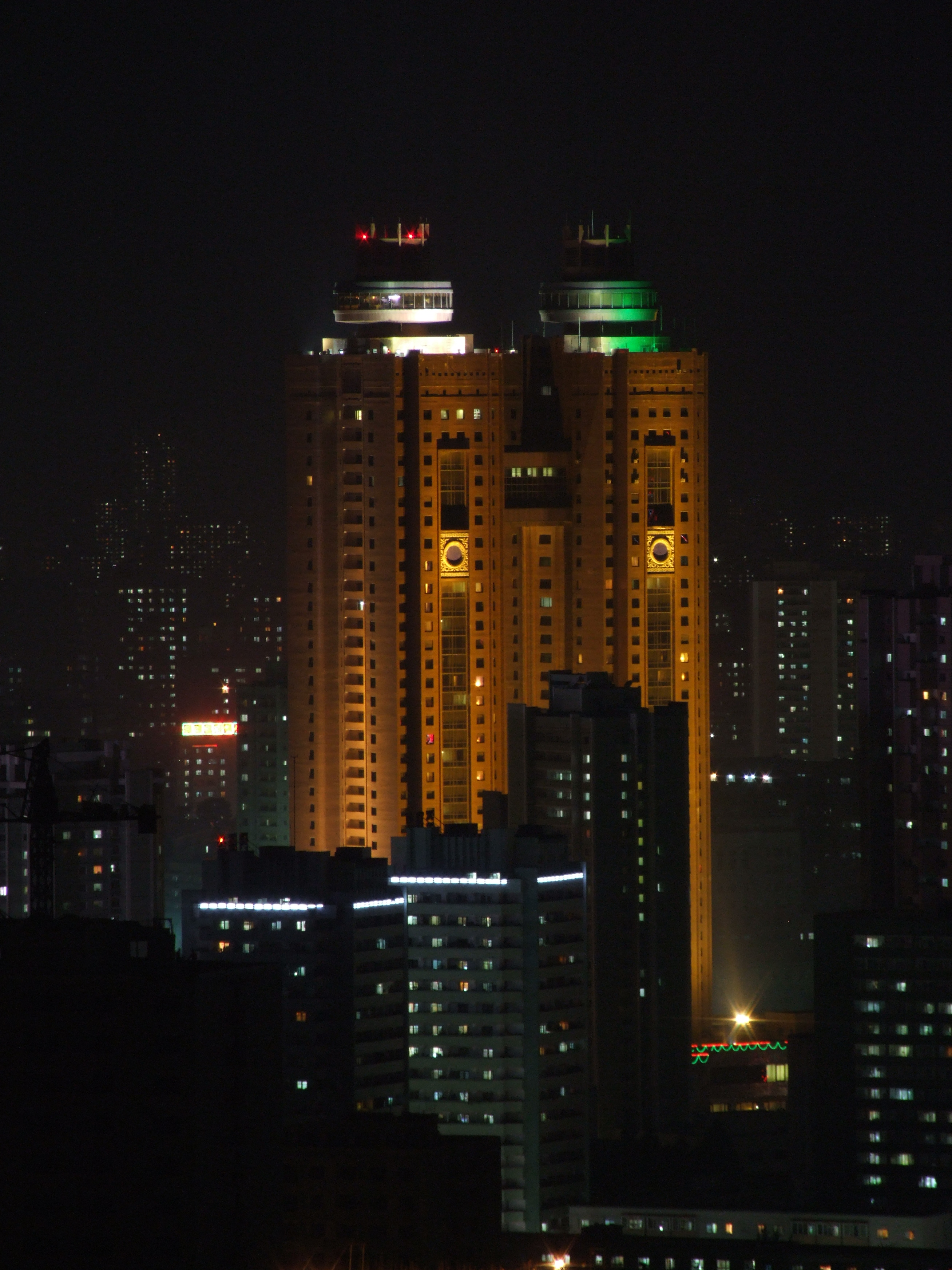
ライトアップ
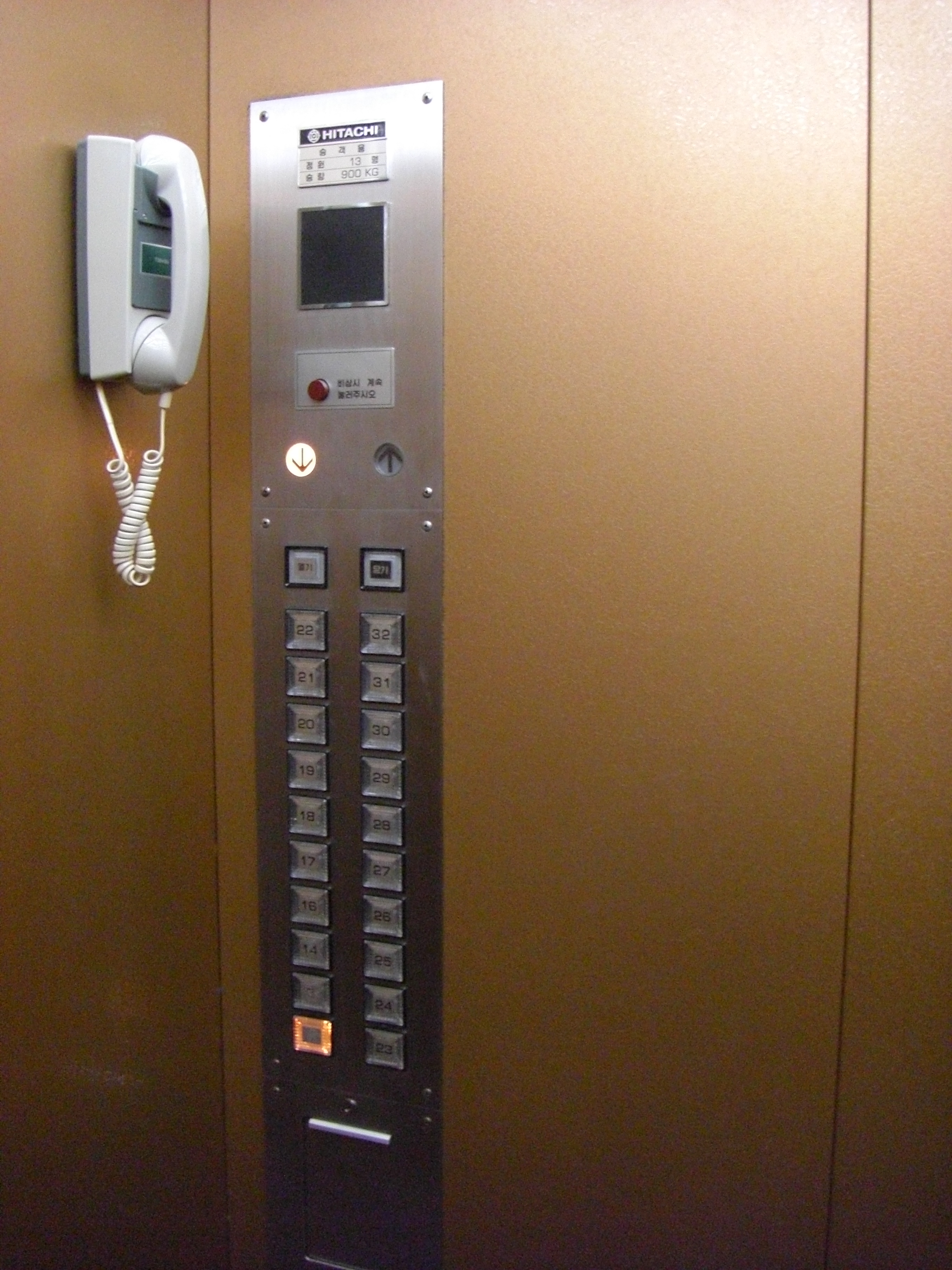
エレベーター

### 客室設備等
客室にはシャンプー・リンス・石鹸・歯ブラシ・ドライヤー等のアメニティグッズも揃っており、ランドリーサービスも利用可能（即日渡し）。電源コンセントは現地の220Vの他110Vが共にプラグA・Cタイプ共用型で併設されており、東欧・中南米・アジアなどの多くの国の機器にそのままで対応する場合が多い。客室の便器はTOTO製、電話機は東芝製、エレベータは日立製作所製である。

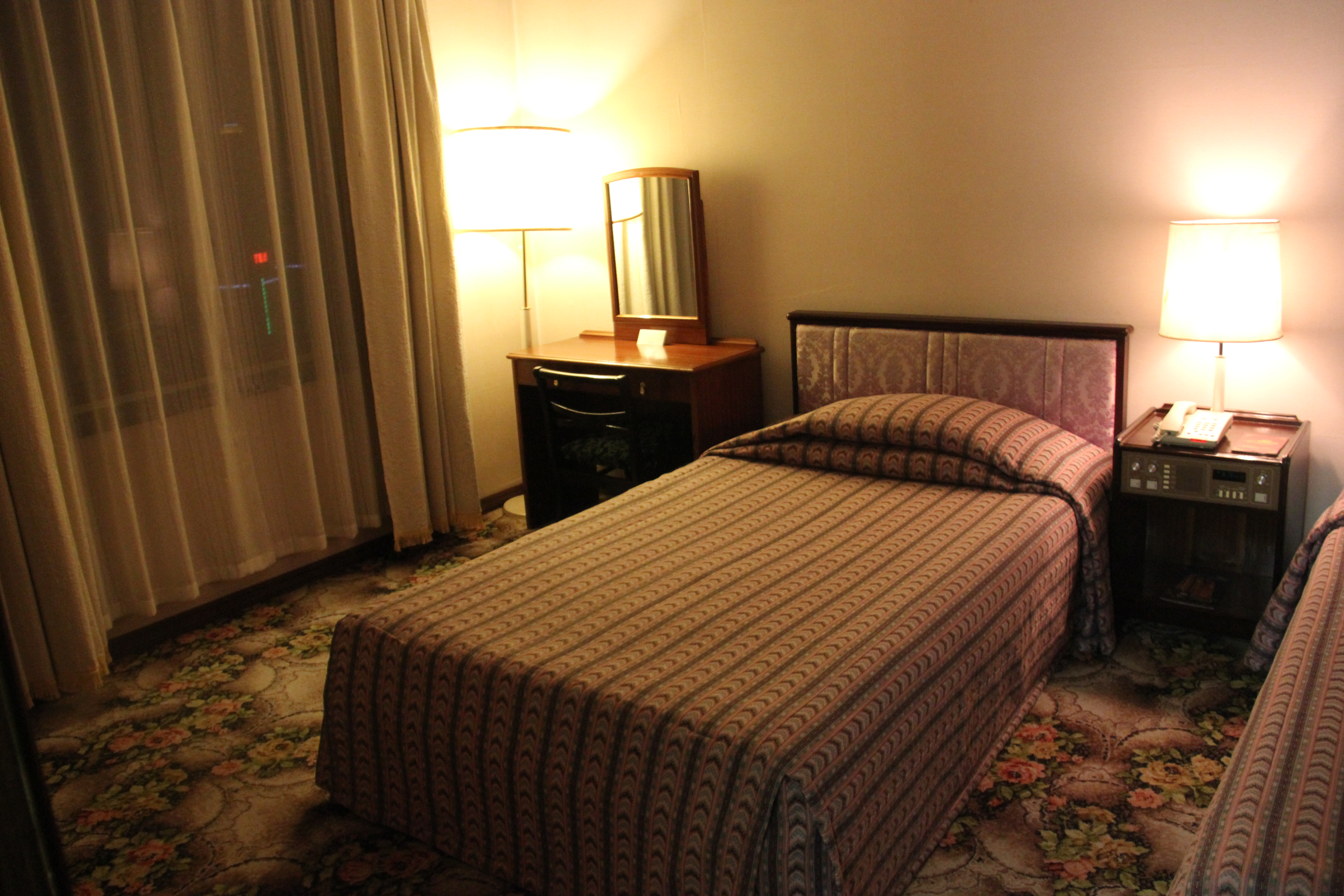
デラックス室内
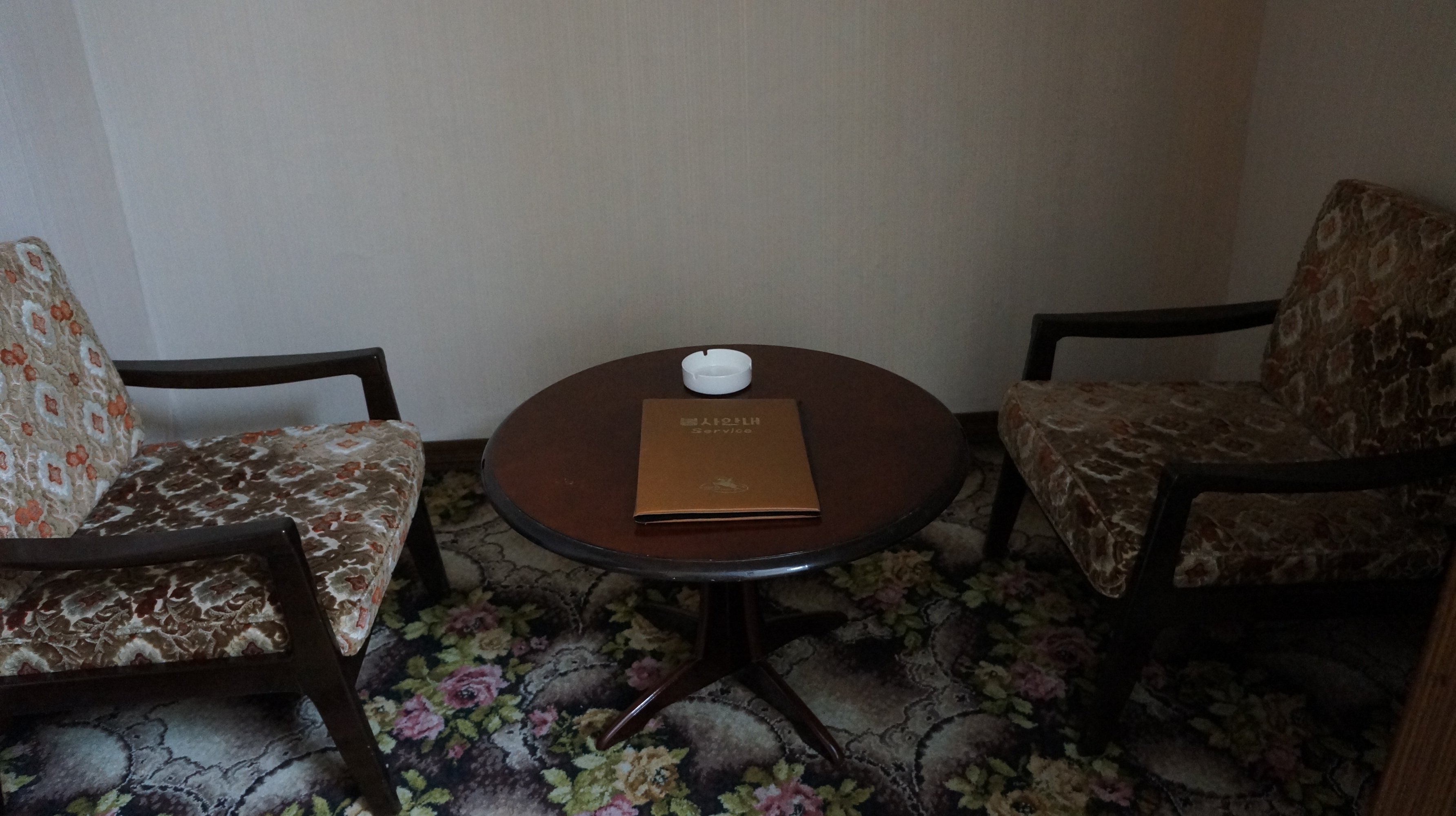
続き間
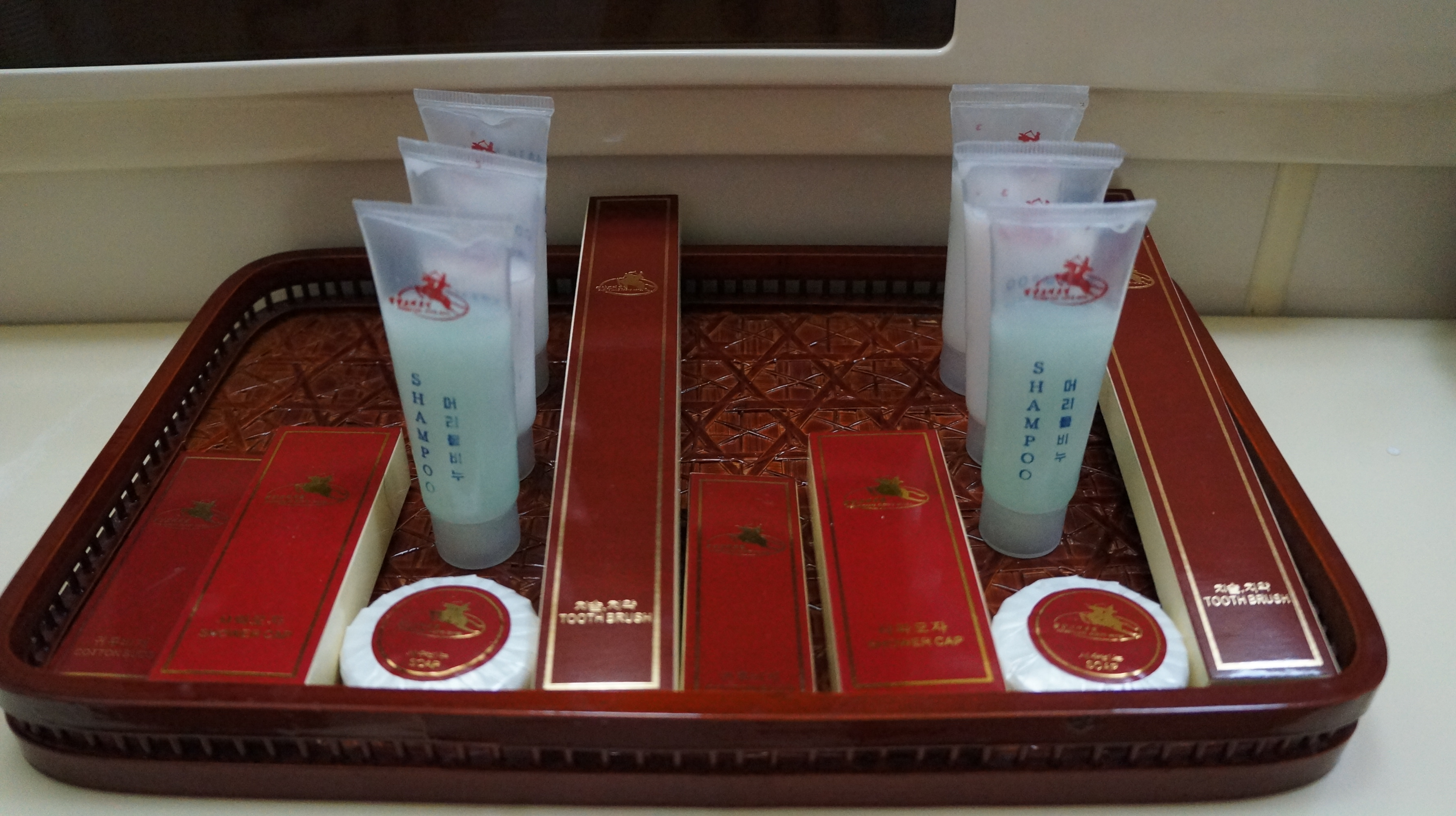
アメニティグッズ
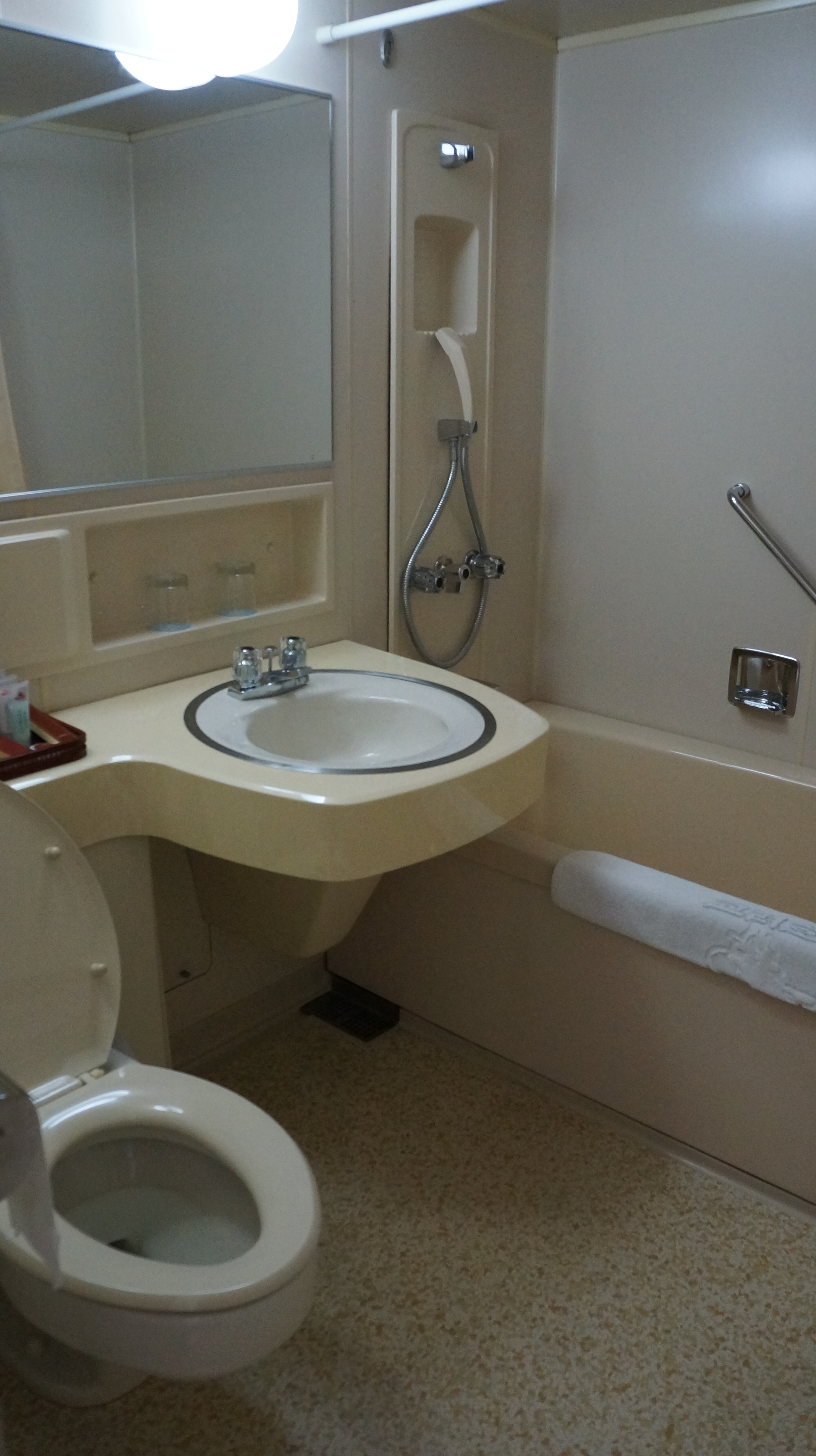
浴室
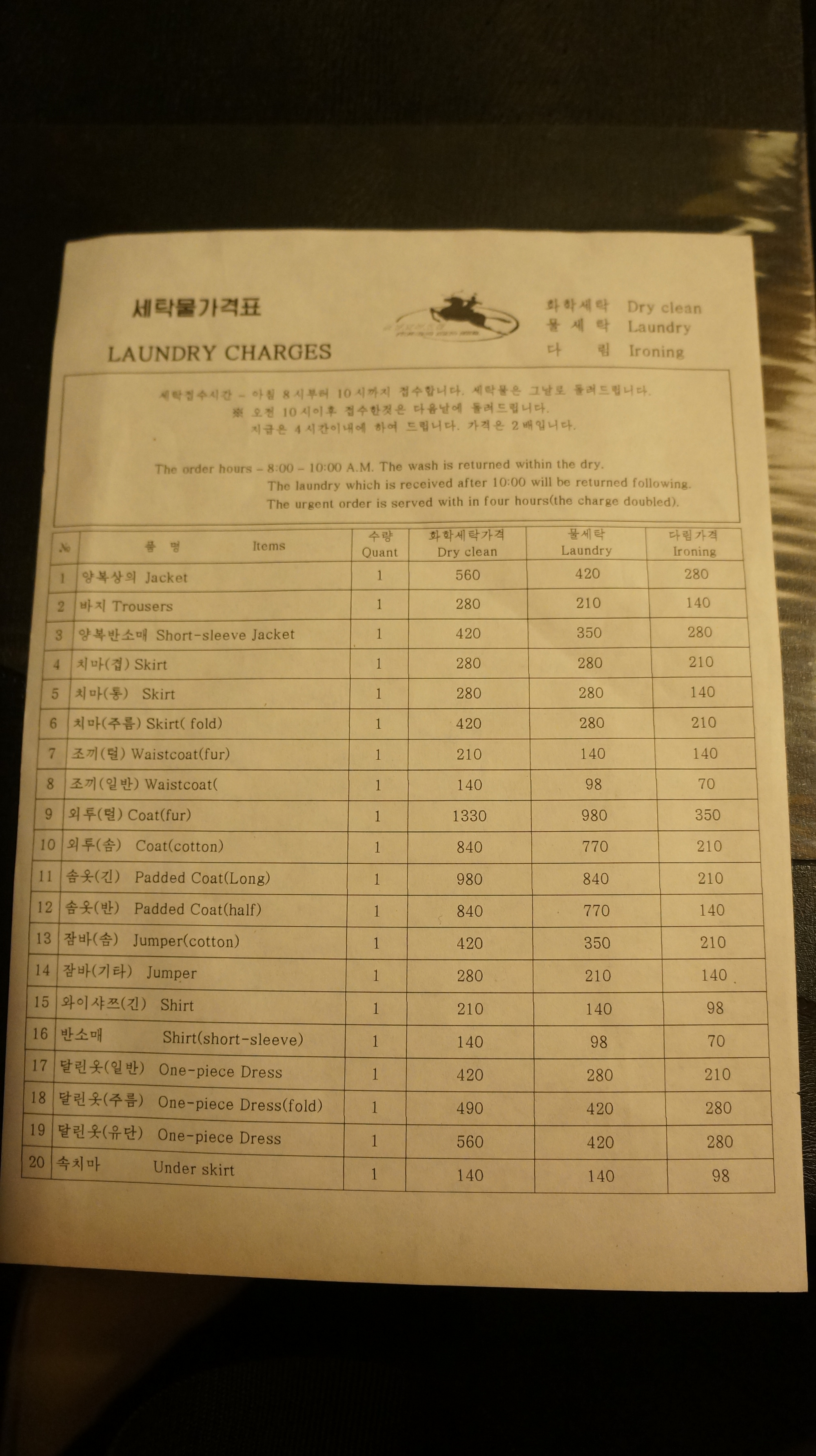
ランドリー料金表

#### テレビチャンネル
客室内テレビでは、国内地上波や近隣諸国の国際放送（衛星テレビ）及びビデオチャンネルが視聴できる。
| ch | 局名                                       | 備考     |
| -- | ------------------------------------------ | -------- |
| 1  | 平壌高麗ホテルのサービス情報及びビデオ番組 |          |
| 2  | 朝鮮中央テレビ                             | 総合放送 |
| 3  | 竜南山テレビ                               | 教育放送 |
| 4  | 万寿台テレビ                               | 娯楽放送 |
| 5  | ズヴェズダ                                 | ロシア局 |
| 6  | NTV                                        | ロシア局 |
| 7  | ペレツ                                     | ロシア局 |
| 8  | CCTV-4                                     | 中国局   |
| 9  | CCTVニュース                               | 中国局   |
| 10 | BBCワールドニュース                        | 英国局   |
| 11 | NHKワールドTV                              | 日本局   |
| 12 | CCTV-2                                     | 中国局   |
| 13 | （ビデオオンデマンド）                     |          |

## 利用経験のある主な著名人
- アントニオ猪木[3]（日本の政治家・プロレスラー）
- 石破茂[4]（後の第102代日本内閣総理大臣） - 金丸訪朝団（1992年）
- インターナショナル・プロレスリング・フェスティバルin平壌出場選手[5]
- 大川総裁[6]（日本のお笑い芸人）
- 江頭2:50[7]（日本のお笑い芸人）
- 小泉純一郎（第88代日本内閣総理大臣） - 日朝会談、宿泊はなし
- 片山善博（第42代日本・鳥取県知事）
- 日本・新社会党訪朝団[8]
- 日朝友好促進地方議員訪朝団[9]
- ファンキー末吉[10]（日本人音楽家）
- 金正男[11]（金正日の長男）

## 周辺施設
- 三仙岩（サムソナム）食堂 - 朝鮮料理を中心とするレストラン。当ホテル宿泊客の利用も多い。[12]
  - 朝鮮切手展示館
- テミョン食堂 - 朝鮮料理レストラン
- 民族食堂 - 朝鮮伝統料理レストラン
- 平壌駅
- 地下鉄栄光駅
- 千里馬（チョルリマ）文化会館